# TVTimes
TVTimes es una revista de televisión publicada en el Reino Unido por IPC Media, una subsidiaria de TimeWarner. Es conocida por su acceso a los actores de televisión y sus programas. En 2006 estrenó un nuevo diseño, incrementando el énfasis en las entrevistas a celebridades y reportajes sobre teleseries.
TVTimes pertenece a la división de revistas de televisión de IPC Media, las cuales forman el subgrupo TX. Estas revistas son What's on TV, TV Easy y TV & Satellite Week, así como la revista quincenal Soaplife (especializada en teleseries).

## Ediciones
TVTimes actualmente pública las programaciones de los grandes canales de televisión. Antes de 1991, publicaba solo la programación de ITV y (desde 1982) Channel 4. A pesar de que cada región de ITV poseía su propia edición de TVTimes, en la actualidad existen solo cuatro:
- Inglaterra - Todas las regiones de ITV y BBC para Inglaterra
- Escocia - STV, ITV Border y BBC Scotland
- Gales - ITV Wales, S4C, BBC Wales
- Irlanda del Norte - UTV, BBC Northern Ireland, RTÉ y TV3

## Historia
La revista fue lanzada el 22 de septiembre de 1955, pero se convirtió en una revista nacional en 1968. Antes de 1968, varias de las compañías regionales de ITV - Westward Television, Scottish Television, Tyne Tees Television, Ulster Television, TWW and Teledu Cymru - producían sus propias revistas de programación. La región de Midlands tenía su propia edición de TVTimes que publicaba la programación de ATV y ABC, pero una revista independiente titulada TV World existió entre 1964 y 1968 antes de que TVTimes lograra la circulación nacional.
Hasta la desregulación de las programaciones televisivas en 1991, TVTimes era el único lugar en donde aparecía la programación completa para ITV.